# フランキー・ヴァンデンドリエッシェ
フランキー・ヴァンデンドリエッシェ（Franck Vandendriessche、1971年4月7日 - ）は、ベルギーの元サッカー選手。元ベルギー代表。ポジションはゴールキーパー。

## 来歴
代表での出場機会は無かったが、2002 FIFAワールドカップに臨むベルギー代表のメンバーに選出された。2003年3月にベルギー代表デビューした。

## 代表歴

### 出場大会
- ベルギー代表
  - 2002 FIFAワールドカップ

### 試合数
- 国際Aマッチ 1試合 0得点（2003年）[1]

| ベルギー代表 | 国際Aマッチ | 国際Aマッチ |
| 年           | 出場        | 得点        |
| ------------ | ----------- | ----------- |
| 2003         | 1           | 0           |
| 通算         | 1           | 0           |